# Kernenergiecentrale Sendai
Kernenergiecentrale Sendai (Japans: 川内原子力発電所, Sendai genshiryokuhatsudensho) is een kerncentrale in de stad Satsumasendai in de prefectuur Kagoshima in Japan. De centrale beschikt over 2 drukwaterreactoren en kan een vermogen van 1780 MW produceren.
Na het kernongeval bij de Fukushima Dai-ichi in maart 2011 werden alle 48 reactoren in Japan stilgelegd. Ze werden allemaal gecontroleerd op veiligheid. In september 2014 kreeg de eigenaar toestemming de centrale weer op te starten. Volgens de nucleaire toezichthouder Nuclear Regulation Authority voldoet de reactor aan de strengere veiligheidsnormen, maar de bevolking is sceptisch over de terugschakeling op kernenergie. 
Reactor 1 van de centrale werd daadwerkelijk gestart in augustus 2015.
Fugen ·
Fukushima I ·
Fukushima II ·
Genkai ·
Hamaoka ·
Higashidōri ·
Ikata ·
JPDR ·
Kashiwazaki-Kariwa ·
Mihama ·
Monju ·
Oi ·
Oma ·
Onagawa ·
Sendai ·
Shika ·
Shimane ·
Takahama ·
Tokai ·
Tomari ·
Tsuruga